# 江森陽弘
江森 陽弘（えもり ようこう、1932年〈昭和7年〉6月2日 - 2015年〈平成27年〉11月12日）は、ジャーナリスト。
本名の読みは「えもり はるみつ」と言う。

## 来歴・人物
| 年表                  | 経歴 |
| --------------------- | --- |
| 1932年6月2日          | 東京都出身 |
| 1961年4月             | 埼玉県立熊谷高等学校を経て早稲田大学教育学部国語国文学科卒業後、朝日新聞社入社 |
| 同新聞社入社後        | 社会部の記者として事件の最前線で積極的に取材活動を展開し、その後社会部次長、週刊朝日副編集長、編集員などを歴任                                                                                                 |
| 1983年4月 - 1986年9月 | 関連会社・テレビ朝日で放送のワイドショー『江森陽弘モーニングショー』のメインキャスターを担当 |
| 1987年                | 朝日放送・テレビ朝日共同制作の高校野球ダイジェスト番組『熱闘甲子園』の進行役も務めた |
| 1980年代後半          | TBSラジオ「江森陽弘のニュースマガジン」の司会者でもあった |
| 1988年                | 朝日新聞を退社しフリージャーナリストとして活動を開始すると共に、朝日放送で放映された『素敵にドキュメント』の初代キャスター、また学校での学級崩壊やいじめ、社会福祉などの諸問題にも積極的に取材活動を続けていた |
| その他                | ドラマ『教師びんびん物語II』（1989年、フジテレビ系列）、『天までとどけ』（1991年〜1999年、TBS系）、映画『木村家の人びと』（1988年）などで俳優に挑戦                                                            |
| 1998年 - 2002年       | 東京都町田市教育委員を務めた |
| 2015年11月12日        | 肺炎のため死去、83歳没 |

## 著書
- 『どろんこ半生記』（女優乙羽信子の半生の聞き書き、朝日新聞社、1981年） 1985年に文庫（朝日新聞社）、1997年に日本図書センターから出版。
- 『金子光晴のラブレター』ペップ出版、1981年7月20日。
- 『聞書き越路吹雪 : その愛と歌と死』朝日新聞社、1981年10月20日。
- 『新宿歌舞伎町 : セックス産業最前線ルポ』〈同時代叢書〉、汐文社、1983年11月15日。
- 『消しゴムのない日記帳 : モーニングショーの司会一年』朝日新聞社、1984年12月30日。
- 『いじめっ子、いじめられっ子』グロビュー社、1984年7月1日。
- 『江森陽弘の作文教室』〈朝日カルチャー叢書 ; 15〉、光村図書、1984年9月15日。
- 『ビジネスマンの文章術 ここが違う！プロの文章・アマの文章』（講談社、1984年）
- 『六本木夢狂走』（テレビ朝日、1985年）
- 『もう一度ロマンス』(講談社、1988年）
- 『江森陽弘の気になる女たち』(朝日新聞社、1988年）
- 『五十代、負けない男の生き方』(講談社、1990年）
- 『ダムに沈んだ村』（近代文芸社、1997年）
- 『これからは人権習慣』（燦葉出版社、2000年）